# 외부 세계의 인식
⟪외부 세계의 인식⟫(Our Knowledge of the External World as a Field for Scientific Method in Philosophy)은 미국 보스턴에서의 로웰 강연을 기초로 버트런드 러셀이 1914년에 출판한 책이다. 부제 '철학에서의 과학적 방법이 적용된 영역으로서의'가 말해주듯, 러셀이 말하는 철학에 있어서 과학적 방법인 논리 분석의 방법이며, 철학상의 중요 문제 중 몇 가지를 취급하고 이 방법의 본질·가능성 및 한계를 보여주는 것이다. 책 제목은 이 책의 중심이 되는 장(章)의 이름을 딴 것이다. 

## 내용
우선 제1장에서 당시 철학의 경향을 칸트, 헤겔 등의 '고전적 전통 위에 선 철학', '진화론의 철학' 및 '논리적 원자론의 철학'의 셋으로 나누고, 앞의 두 가지를 비판하고 제3의 입장을 주장했으며, 이와 관련시켜 제2장에서 철학적 인식에 있어서의 논리학적 사고 방식의 특징과 역할을 말한다. 그리고 다음부터는 구체적인 문제를 다루어 제3장에서 외계, 제4장에서 물리의 세계와 감각의 세계의 관계라는 문제를 다루고, 제5-7장에서 연속과 무한이라는 예로부터 논의된 철학 문제를 논하는데, 수학에서의 성과를 토대로 각 철학자의 설을 분석, 비판한다. 끝으로 제8장에서는 원인의 관념을 분석하고, 다시 자유 의지 문제를 다루며, 밖으로부터의 강제적인 힘에 반대할 수 있는 스스로의 욕망에 바탕을 둔 의지의 존재라는 형태로 이를 인정한다. 
주제인 외계의 인식에 대해서는 다음과 같이 말한다. 우리들은 외계를 자기의 감각을 통해서 아는데, 이 경우 일반적으로 감각으로부터 독립된 물(物) 자체가 외계에 존재하고 그것이 우리들의 감각에 나타난다고 생각해 왔다. 그러나 이것은 잘못이다. 우리들의 감각에 주어진 것을 분석적 방법에 의해 거기에 포함된 애매한 것, 불확실한 것을 제외하고 보다 단순하고 확실한 것으로 분석해 가면 끝으로 남는 것은 가장 소박한 감각소여(感覺所與, 센스 데이터)뿐이다. 예컨대 테이블을 보는 경우, 눈에 비치는 것은 색뿐이며, 그나마 보는 장소에 따라 달라지지만, 확실한 존재는 그것뿐인 것이다. 그리고 객관적·물리적인 존재로 보이는 테이블 자체는 이러한 감각소여로부터 논리적으로 구성된 것이지 그 반대는 아니라고 말하며, 논리적 원리를 이용한 경험론의 입장을 구성한다.

## 참고 문헌
- 이 문서에는 다음커뮤니케이션(현 카카오)에서 GFDL 또는 CC-SA 라이선스로 배포한 글로벌 세계대백과사전의 내용을 기초로 작성된 글이 포함되어 있습니다.